# Governo Zapatero II
Il Governo Zapatero II fu l’esecutivo in carica nel Regno di Spagna dal 14 aprile 2008 al 21 dicembre 2011 (sebbene dimissionario dal 22 novembre). Nato dal risultato delle elezioni del 2008, fu l’unico della IX legislatura. 
Il 21 dicembre 2011, gli successe il Governo Rajoy I.

## Situazione parlamentare
| Camera                 | Collocazione | Partiti                                                   | Seggi     |
| ---------------------- | ------------ | --------------------------------------------------------- | --------- |
| Congresso dei Deputati | Governo      | PSOE/PSC (169)                                            | 169 / 350 |
| Congresso dei Deputati | Astensione   | CiU (10), EAJ/PNV (6), IU (2), BNG (2), CC (2), NaBai (1) | 23 / 350  |
| Congresso dei Deputati | Opposizione  | PP (154), ERC (3), UPyD (1)                               | 158 / 350 |

## Composizione
È stato il primo governo nella storia del paese ad essere costituito per la maggior parte da donne.
     Partito Socialista Operaio Spagnolo (PSOE)
     Partito dei Socialisti di Catalogna (PSC)
     Indipendenti
| Carica                                            | Titolare                                                               | Titolare | Titolare                                                         | Partito      |
| ------------------------------------------------- | ---------------------------------------------------------------------- | -------- | ---------------------------------------------------------------- | ------------ |
| Presidente del Governo                            |                                                                        |          | José Luis Rodríguez Zapatero                                     | PSOE         |
| Primo/a Vicepresidente                            |                                                                        |          | Maria Teresa Fernández de la Vega Sanz (fino al 21 ottobre 2010) | Indipendente |
| Primo/a Vicepresidente                            |                                                                        |          | Alfredo Pérez Rubalcaba (dal 21 ottobre 2010 al 12 luglio 2011)  | PSOE         |
| Primo/a Vicepresidente                            | Elena Salgado Méndez (dal 12 luglio 2011)                              |          |                                                                  | PSOE         |
| Secondo/a Vicepresidente                          |                                                                        |          | Pedro Solbes Mira (fino al 7 aprile 2009)                        | PSOE         |
| Secondo/a Vicepresidente                          | Elena Salgado Méndez (dal 7 aprile 2009 al 12 luglio 2011)             |          |                                                                  | PSOE         |
| Secondo/a Vicepresidente                          | Manuel María Chaves González (dal 12 luglio 2011)                      |          |                                                                  | PSOE         |
| Terzo Vicepresidente (soppresso)                  |                                                                        |          | Manuel María Chaves González (fino al 12 luglio 2011)            | PSOE         |
| Portavoce del Governo                             |                                                                        |          | Maria Teresa Fernández de la Vega Sanz (fino al 21 ottobre 2010) | Indipendente |
| Portavoce del Governo                             |                                                                        |          | Alfredo Pérez Rubalcaba (dal 21 ottobre 2010 al 12 luglio 2011)  | PSOE         |
| Portavoce del Governo                             | José Blanco López (dal 12 luglio 2011)                                 |          |                                                                  | PSOE         |
| Interno                                           |                                                                        |          | Alfredo Pérez Rubalcaba (fino al 12 luglio 2011)                 | PSOE         |
| Interno                                           | Antonio Camacho Vizcaíno (dal 12 luglio 2011)                          |          |                                                                  | PSOE         |
| Giustizia                                         |                                                                        |          | Mariano Fernández Bermejo (fino al 24 febbraio 2009)             | PSOE         |
| Giustizia                                         | Francisco Caamaño Domínguez (dal 24 febbraio 2009)                     |          |                                                                  | PSOE         |
| Affari esteri e cooperazione                      |                                                                        |          | Miguel Ángel Moratinos Cuyaubé (fino al 21 ottobre 2010)         | PSOE         |
| Affari esteri e cooperazione                      | Trinidad Jiménez García-Herrera (dal 21 ottobre 2010)                  |          |                                                                  | PSOE         |
| Difesa                                            |                                                                        |          | Carmen María Chacón Piqueras                                     | PSC          |
| Economia e Finanze                                |                                                                        |          | Pedro Solbes Mira (fino al 7 aprile 2009)                        | PSOE         |
| Economia e Finanze                                | Elena Salgado Méndez (dal 7 aprile 2009)                               |          |                                                                  | PSOE         |
| Sviluppo                                          |                                                                        |          | Magdalena Álvarez Arza (fino al 7 aprile 2009)                   | PSOE         |
| Sviluppo                                          | José Blanco López (dal 7 aprile 2009)                                  |          |                                                                  | PSOE         |
| Industria, Turismo e Commercio                    |                                                                        |          | Miguel Sebastián Gascón                                          | PSOE         |
| Ambiente, Ambiente Rurale e Marino                |                                                                        |          | Elena Espinosa Mangana (fino al 21 ottobre 2010)                 | PSOE         |
| Ambiente, Ambiente Rurale e Marino                |                                                                        |          | Rosa Aguilar Rivero (dal 21 ottobre 2010)                        | Indipendente |
| Presidenza                                        |                                                                        |          | Maria Teresa Fernández de la Vega Sanz (fino al 21 ottobre 2010) | Indipendente |
| Presidenza                                        |                                                                        |          | Ramón Jáuregui Atondo (dal 21 ottobre 2010)                      | PSOE         |
| Alloggi (soppresso)                               |                                                                        |          | Beatriz Corredor Sierra (fino al 9 luglio 2007)                  | PSOE         |
| Scienza ed Innovazione                            |                                                                        |          | Cristina Garmendia Mendizábal                                    | Indipendente |
| Uguaglianza (soppresso)                           |                                                                        |          | Bibiana Aído Almagro                                             | PSOE         |
| Istruzione                                        |                                                                        |          | Mercedes Cabrera Calvo-Sotelo (fino al 7 aprile 2009)            | PSOE         |
| Istruzione                                        |                                                                        |          | Ángel Gabilondo Pujol (dal 7 aprile 2009)                        | Indipendente |
| Lavoro ed Immigrazione                            |                                                                        |          | Celestino Corbacho Chaves (fino al 21 ottobre 2010)              | PSC          |
| Lavoro ed Immigrazione                            |                                                                        |          | Tomás Valeriano Gómez Sánchez (dal 21 ottobre 2010)              | PSOE         |
| Salute, Politica Sociale ed Uguaglianza           |                                                                        |          | Bernat Soria Escoms (fino al 7 aprile 2009)                      | PSOE         |
| Salute, Politica Sociale ed Uguaglianza           | Trinidad Jiménez García-Herrera (dal 7 aprile 2009 al 21 ottobre 2010) |          |                                                                  | PSOE         |
| Salute, Politica Sociale ed Uguaglianza           | Leire Pajín Iraola (dal 21 ottobre 2010)                               |          |                                                                  | PSOE         |
| Cultura                                           |                                                                        |          | César Antonio Molina Sánchez (fino al 7 aprile 2009)             | Indipendente |
| Cultura                                           | Ángeles González-Sinde Reig (dal 7 aprile 2009)                        |          |                                                                  | Indipendente |
| Politica Territoriale ed Amministrazione Pubblica |                                                                        |          | Elena Salgado Méndez (fino al 7 aprile 2009)                     | PSOE         |
| Politica Territoriale ed Amministrazione Pubblica | Manuel María Chaves González (dal 7 aprile 2009)                       |          |                                                                  | PSOE         |

Fonte: